# Pseudarchaster dissonus
Pseudarchaster dissonus är en sjöstjärneart som beskrevs av Fisher 1910. Pseudarchaster dissonus ingår i släktet Pseudarchaster och familjen Pseudarchasteridae. Inga underarter finns listade i Catalogue of Life.